# Équipe de Pologne de football à la Coupe du monde 2002
Cet article présente le parcours de l'Équipe de Pologne de football lors de sa 6e participation à la Coupe du monde de football de 2002, organisée en Corée du Sud et au Japon du 31 mai au 30 juin 2002.

## Effectif
- Gardiens de but
  - Jerzy Dudek -  Liverpool FC
  - Radosław Majdan -  Göztepe GK
  - Adam Matysek -  Radomiak Radom

- Arrières
  - Tomasz Kłos -  FC Kaiserslautern
  - Jacek Zieliński -  Legia Varsovie
  - Michal Zewlakow -  Royal Excelsior Mouscron
  - Tomasz Hajto -  Schalke 04
  - Arkadiusz Glowacki -  Wisła Cracovie
  - Tomasz Wałdoch (Cap.) -  Schalke 04
  - Jacek Bąk -  RC Lens
  - Marek Koźmiński -  Ancona Calcio

- Milieux de terrain
  - Tomasz Rząsa -  Feyenoord Rotterdam
  - Piotr Świerczewski -  Olympique de Marseille
  - Radosław Kałużny -  Energie Cottbus
  - Maciej Murawski -  Legia Varsovie
  - Arkadiusz Bąk -  Widzew Łódź
  - Jacek Krzynówek -  FC Nuremberg
  - Paweł Sibik -  Odra Wodzisław Śląski

- Avants
  - Cezary Kucharski -  Legia Varsovie
  - Paweł Kryszałowicz -  Eintracht Francfort
  - Emmanuel Olisadebe -  Panathinaïkos
  - Marcin Zewlakow -  Royal Excelsior Mouscron
  - Maciej Żurawski -  Wisła Cracovie

- Entraîneur
  - Jerzy Engel  Pologne

- Absents
  - Bartosz Karwan -  Legia Varsovie

## Parcours en éliminatoires
| Date               | Équipe 1       | Résultat | Équipe 2       |
| 2 septembre 2000   | Ukraine        | 1 - 3    | Pologne        |
| 7 octobre 2000     | Pologne        | 3 - 1    | Biélorussie    |
| 11 octobre 2000    | Pologne        | 0 - 0    | Pays de Galles |
| 24 mars 2001       | Norvège        | 2 - 3    | Pologne        |
| 28 mars 2001       | Pologne        | 4 - 0    | Arménie        |
| 2 juin 2001        | Pays de Galles | 1 - 2    | Pologne        |
| 6 juin 2001        | Arménie        | 1 - 1    | Pologne        |
| 1er septembre 2001 | Pologne        | 3 - 0    | Norvège        |
| 5 septembre 2001   | Biélorussie    | 4 - 1    | Pologne        |
| 6 octobre 2001     | Pologne        | 1 - 1    | Ukraine        |

## Coupe du monde

### Premier tour - groupe C
| Date         | Équipe 1     | Résultat | Équipe 2   |
| 31 mai 2002  | Corée du Sud | 2 - 0    | Pologne    |
| 6 juin 2002  | Portugal     | 4 - 0    | Pologne    |
| 11 juin 2002 | Pologne      | 3 - 1    | États-Unis |

| Place | Équipe       | P | J | G | N | P | BP | BC | Diff. |
| 1er   | Corée du Sud | 7 | 3 | 2 | 1 | 0 | 4  | 1  | +3    |
| 2e    | États-Unis   | 4 | 3 | 1 | 1 | 1 | 5  | 6  | -1    |
| 3e    | Portugal     | 3 | 3 | 1 | 0 | 2 | 6  | 4  | +2    |
| 4e    | Pologne      | 3 | 3 | 1 | 0 | 2 | 3  | 7  | -4    |